# Rohan Kishibe va da Gucci
Rohan Kishibe va da Gucci (岸辺露伴 グッチへ行く?, Kishibe Rohan Gutchi e iku) è una storia scritta da Hirohiko Araki nel 2011 e pubblicata su SPUR (nota rivista di moda), e successivamente sulla raccolta di storie Così parlò Rohan Kishibe. In Italia è stata pubblicata nella traduzione di Così parlò Rohan Kishibe.

## Trama
Rohan si dirige a Firenze, con la borsetta dei ricordi della nonna in mano. Questa borsa ha la abilità Stand di far sparire le cose di valore. Tutti gli oggetti che Rohan ha inserito scompaiono quando la borsa è chiusa. Per questo motivo, Rohan ha visitato la filiale di Gucci fuori Firenze, nella speranza di trovare una spiegazione. Rohan assume una bellissima interprete per questo compito. Quando parlano con l'artigiano della pelletteria responsabile, Rohan fa una breve dimostrazione delle abilità della borsa. Innanzitutto con una banconota da 50 euro (esitando un attimo a mettere una banconota da 100 euro invece) e poi una banconota da 10 euro.
Entrambe le banconote sono scomparse e l'artigiano spiega che la borsa è una delle tre borse speciali realizzate da uno dei Geni di Gucci. Come Rohan ha insistito nel far riparare la borsa, l'artigiano, chiede di nuovo se volesse davvero "aggiustare" la borsa, poiché Rohan non si è reso conto del "Vero scopo" della borsa. Rohan ignora questa affermazione e chiede all'artigiano di aggiustarla comunque. Alla fine, la borsa è aggiustata e Rohan se ne va.
Qualche tempo dopo, l'interprete fa ubriacare Rohan e ruba tutti i suoi oggetti di valore tranne la borsa, lasciando il mangaka vagare da solo fuori mentre la pioggia inizia a cadere. Tuttavia, Rohan trova un nuovo ombrello Gucci a terra e un'auto si ferma rapidamente per aiutarlo. Entrando in un hotel, l'addetto alla reception offre la camera più piccola a 60 euro la notte, ma Rohan non aveva soldi, passaporto o documenti. Quando stava per andarsene, un uomo mostra interesse per il suo ombrello trovato di recente e gli offre 60 euro. In quel momento Rohan si ricordò delle banconote da 50 e 10 che la borsa fece svanire e capì il "vero scopo" della borsa. Dal momento che ha "riparato" la borsa, capisce che è stato l'ultimo "scambio equivalente" fornito dalla borsa e si lamenta che non ha inserito la banconota da 100 euro.